# Kocynder
Kocynder („Kocynder. Czasopismo wesołe – górnośląskie”) – górnośląski miesięcznik humorystyczno-satyryczny wychodzący po śląsku i po polsku w latach 1920–1939 oraz po wojnie w latach 1946–1958. Gazeta odegrała dużą rolę w okresie plebiscytu oraz powstań śląskich zyskując dużą popularność wśród Górnoślązaków. Nazwa czasopisma oznacza po śląsku wesołka lub dowcipnisia. Na łamach czasopisma ukazał się cykl "Dzieje Hanysa Kocyndra" Stanisława Ligonia i Antoniego Romanowicza, miał charakter propagandowy i składał się z dziesięciu odcinków

## Historia
Pierwszy numer pisma ukazał się dnia 10 czerwca 1920 roku w Mikołowie i drukowany był w wydawnictwie Karola Miarki. Początkowo ze względu na niespokojną sytuację polityczną redakcja bardzo często zmieniała lokalizacje. Stan ten odnotowała w podtytule „Czasopismo wesołe górnośląskie. Wychodzi, kiedy chce i kiedy może”. Do numeru 30. pismo wychodziło w Mikołowie i Bytomiu, a od 1922 roku ukazywało się w Katowicach. Równie zmienny był nakład pisma; w roku 1921 wyniósł 20 000. Swoim zasięgiem gazeta obejmowała cały Górny Śląsk. Pismo wychodziło raz w miesiącu jednak czasami redakcja publikowała również numery specjalne, które powiększały liczbę wydanych pism. W roku 1920 wyszło ich 16, a w 1921 14 edycji.
W okresie plebiscytu na Górnym  Śląsku pismo prowadziło pro-polską agitację drukując nawet karty do głosowania ze wskazaniem gdzie należy postawić krzyżyk. Stałym elementem pisma było wyszydzanie niemieckiego imperializmu oraz pruskiego drylu. Pismo przeciwstawiało się także germanizacji na Górnym Śląsku.
Wybuch II wojny światowej przerwał wydawanie pisma, a redakcja się rozproszyła. Jan Przybyła w 1942 roku został zamordowany w obozie koncentracyjnym Auschwitz-Birkenau, a Wiktor Polak w Mauthausen-Gusen. Po zakończeniu wojny pismo zostało wznowione i ukazywało się do roku 1958 w Katowicach.

## Redakcja i współpracownicy
Współzałożycielami pisma byli Stanisław Ligoń piszący pod pseudonimem Karlik z „Kocyndra” lub St.L., który pełnił także funkcję głównego grafika publikującego w nim również swoje antypruskie karykatury; Jan Przybyła, Wiktor Polak, Józef Bednorz, Edward Rybarz. Z pismem współpracowali również na polu graficznym Kazimierz Grus, Jan Szwajcer pseud. „Jotes”, Antoni Romanowicz, Gwidon Miklaszewski, Franciszek Miądowicz oraz Wacław Lipiński. Teksty do pisma pisał także Teodor Tyc pod pseudonimem „K.” oraz Julian Tuwim.